# Gomphomacromia chilensis
Gomphomacromia chilensis är en trollsländeart som beskrevs av Martin 1923. Gomphomacromia chilensis ingår i släktet Gomphomacromia och familjen skimmertrollsländor. Inga underarter finns listade i Catalogue of Life.